# Neoderelomus piriformis
Neoderelomus piriformis é uma espécie de insetos coleópteros polífagos pertencente à família Curculionidae.
A autoridade científica da espécie é Hoffmann, tendo sido descrita no ano de 1938.
Trata-se de uma espécie presente no território português.